# 迷宮塔
《迷宮塔》（又译作）是南夢宮（現為萬代南夢宮娛樂）於1984年6月發售的街機動作角色扮演遊戲，以及其遊戲舞台的塔名。本游戏与Dragon Slayer系列被认为是最早的动作角色扮演游戏。

## 概要
「迷宮塔」具有
- 尋找出隱藏在各樓層的寶箱的冒險遊戲要素
- 主角基爾會依裝備不同而成長的角色扮演遊戲要素
- 以古代美索不達米亞神話為背景，表現出劍與魔法的世界以及《龍與地下城》等怪物登場的奇幻要素
- 存在強制性的結局

等當時其他街機所沒有的特徵。
作品發表當時由於其獨特的世界設定與遊戲性，得到部分玩家的熱情支持，不過因為複雜難解的寶箱出現條件等緣故，適合狂熱玩家的印象較為強烈。後來移植到FC遊戲機以及出版攻略本而獲得廣泛的人氣，成為1980年代Namco的代表作之一。易於記憶的背景音樂也深得好評。是最早標榜角色扮演遊戲的電視遊戲之一。
本作品的遊戲設計者是亦以《鐵板陣》（ゼビウス／XEVIOUS）知名的遠藤雅伸。

## 動畫
《迷宮塔》是由GDH 旗下的GONZO公司所製作電視動畫作品，第一季動畫是《迷宮塔﹣烏魯克之盾﹣》，第二季是《迷宮塔﹣烏魯克之劍﹣》。以古代美索不達米亞神話為背景的《迷宮塔》系列充滿著魔法與怪物，除了冒險元素之外，還有幽默的風格與風趣的對白。故事圍繞著勇者「基爾」為救回被惡魔邪神德魯亞加抓走的戀人「卡依」，化身成黃金騎士，登上六十層樓的「迷宮塔」中進行的冒險；一邊與怪物作戰，一邊層層推進，勇者在一個巨大的塔中展開的故事。

### 迷宮塔 ～烏魯克之盾～（～the Aegis of URUK～）
2006年3月22日，GDH發佈消息指出取得本作品動畫化的權利、由GDH旗下的GONZO公司製作動畫版（迷宮塔 ～烏魯克之盾～），於2008年春開始播放。製作方面由Bandai Namco Games全面監修，遠藤雅伸並以指導員身分參與製作。

### 迷宮塔 ～烏魯克之劍～（～the Sword of URUK～）
於動畫版《迷宮塔 ～烏魯克之盾～》正在播放的同時，GONZO發表了消息，第二季之（迷宮塔 ～烏魯克之劍～）於2009年一月推出。

## 遊戲
各平台與發售日
- 街机：1984年7月20日
- FC游戏机：1985年8月6日
- MSX：1986年10月27日
- FM-7：1987年
- GB：1990年12月31日
- PCE：1992年6月25日
- Wii：2007年9月25日（線上配送版本）
- 3DS：2012年12月19日（線上配送版本）

### 網路遊戲
迷宮塔：復興巴比倫（The Recovery of BABYLYM）
GDH在動畫製作權利外亦取得了電腦網路遊戲製作權，由旗下公司GONZO Rosso製作、經營的（迷宮塔：復興巴比倫），於2007年下半年開始服務，於2009年10月1日停止營運。

## 關連作品
- 太鼓之達人：「ドルアーガの塔メドレー」（迷宮塔組曲）就是以本遊戲背景音樂作為組曲，在大台與家用版中登場；另外，「太鼓のマーチ」（太鼓進行曲）、「ナムコットメドレー」（NAMCON組曲）、「未来への鍵」也曾插入本遊戲的背景音樂。

## 外部連結
- （日語） ドルアーガ博物館 （页面存档备份，存于） (遊戲畫面回顧)
- （日語） DRUAGA ONLINE -THE STORY OF AON- 迷宮塔官方網站 （页面存档备份，存于）
- （英文） History of Druaga games from 1UP.com 迷宮塔的演進史